# Afeni Shakur

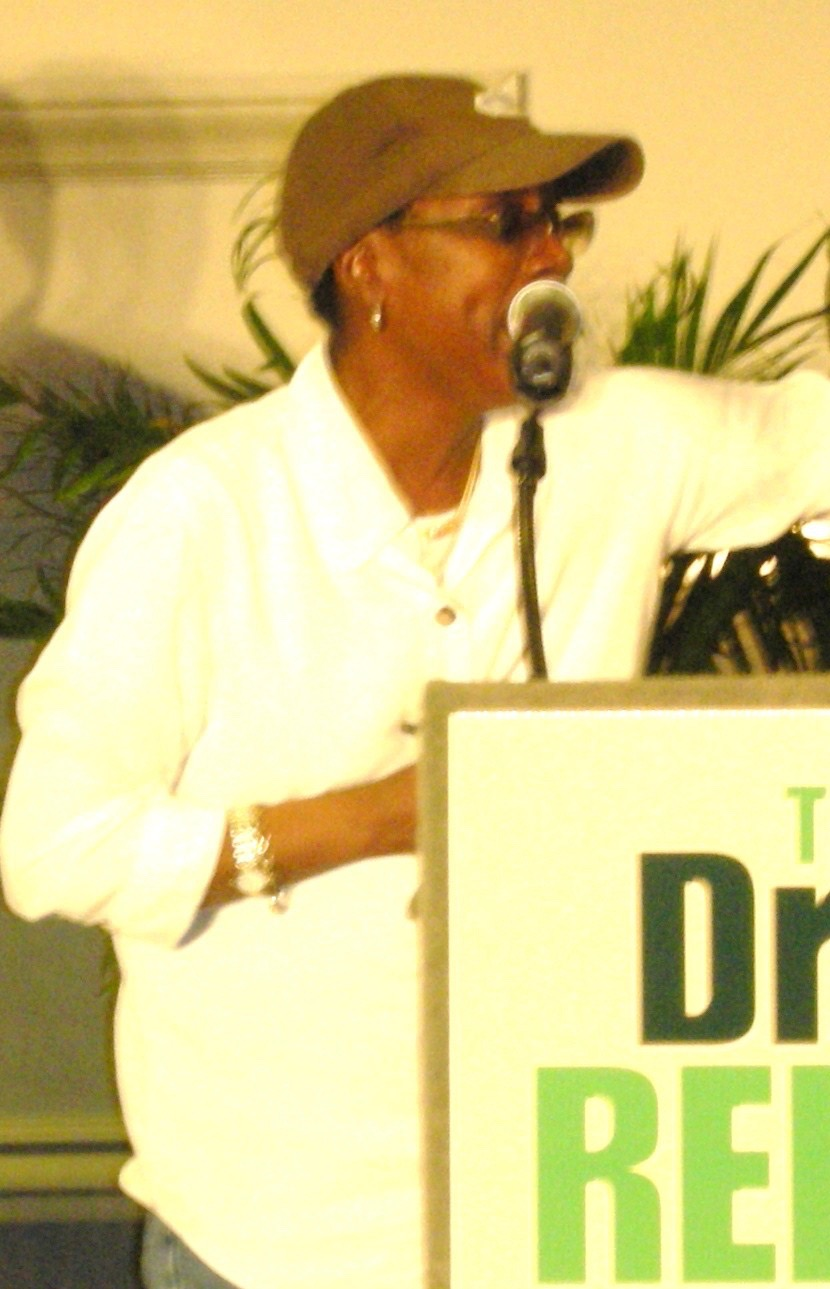
Afeni Shakur achter het spreekgestoelte

Afeni Shakur, geboren als Alice Faye Williams (Lumberton, 22 januari 1947 – Sausalito, 2 mei 2016), was een Amerikaanse zakenvrouw in de muziekindustrie, filantroop, radicaal politiek activiste en lid van de Zwarte Panters. In de jaren negentig werd ze bekend als de moeder van de overleden Amerikaanse rapper en icoon Tupac Shakur.

## Biografie

### Jonge jaren
Shakur werd geboren in North Carolina. Haar ouders waren Rosa Belle en Walter Williams Junior. Ze was vernoemd naar de actrice Alice Faye.

### Lid van de Zwarte Panters
Shakur was lid van de Zwarte Panters.
In 1971 werd Shakur, inmiddels zwanger van Tupac door zijn vader Billy Garland (die ook een Zwarte Panter was), gearresteerd wegens het achterhouden van informatie over de leiders van Panter 21. Afeni Shakur verkreeg klaarblijkelijk een gerechtelijk bevel om elke dag drie gekookte eieren te krijgen, omdat het gevangenis eten zo slecht zou zijn voor een zwangere vrouw.
Na de geboorte van haar zoon, trouwde ze met Mutulu Shakur. Samen kregen ze nog een dochter, Sekyiwa Shakur, half-zus van Tupac.
Haar kracht werd vaak door Tupac geciteerd als een grote inspiratie bron en in zijn album Strictly 4 My N.I.G.G.A.Z. uit 1993 zegt hij "My mama used to tell me if you can't find something to live for, you best find something to die for".

### Muziekindustrie en filantropie
Sinds de dood van haar zoon heeft Afeni miljoenen albums verkocht. Afeni wordt gezien als de drijfveer achter de verkoop van Tupacs werk. Een jaar na de dood van Tupac, in 1997, stichtte Afeni, met het geld dat ze had vergaard met de verkoop van Tupacs albums, de Tupac Amaru Shakur Stichting, die kunstprogramma's voor jongeren verzorgt, en Amaru Entertainment, de stichting die al het ongepubliceerde werk van Tupac in bezit heeft. Tevens heeft ze een kledinglijn ontwikkeld, Makaveli Branded, waarvan alle winst naar de Tupac Amaru Shakur Stichting gaat.